# Feketeszázak

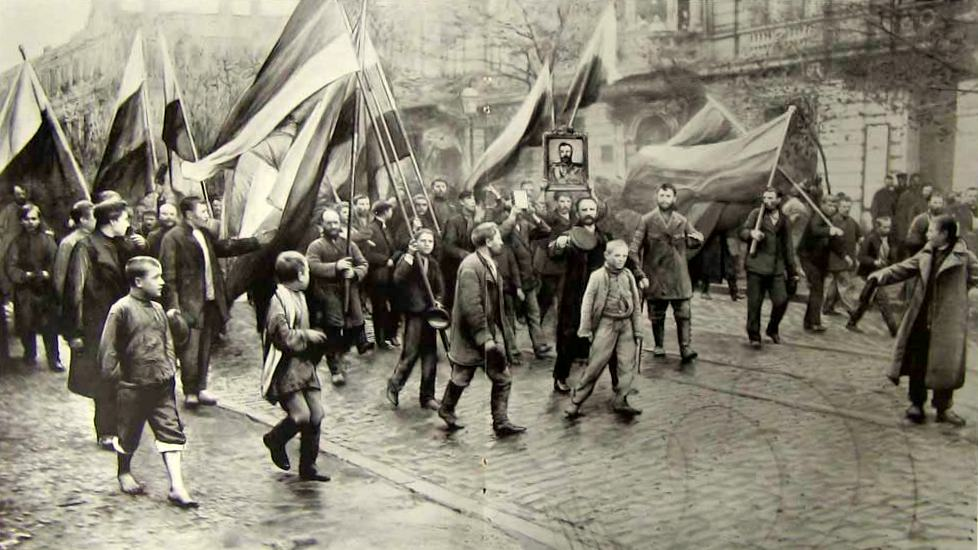
Feketszázasok Odesszában 1905 októberében

A feketeszázak (oroszul Черносотенцы) az 1905–1907-ben Oroszországban a cári rendőrség és a monarchista szervezetek által ellenforradalmi célokra létesített felfegyverzett csoportok voltak, melyeknek tagjait, a feketeszázasokat a kispolgárság és a lumpenproletariátus köréből toborozták munkás- és parasztfelkelések elfojtására, antiszemita pogromok végrehajtására. A haladó orosz politikai irodalom és közvélemény feketeszázasoknak nevezte a szélsőjobboldali monarchista pártokat és szervezeteket is.

## Története
A mozgalom az 1905-ös orosz forradalom idején alakult meg a monarchista erők rohamcsapataiként. Fő ideológusa egy nagybirtokos, az eredetileg történész végzettségű Puriskevics volt.
Populista mozgalom volt, egyfajta romantikus antikapitalista választ kívánt adni az oroszországi társadalmi-gazdasági válságra; az „egy és oszthatatlan Oroszország” erényeit a cár hatalmában, a népiségben és az ortodox vallásban látta, a nyomort, a bűnözést, a prostitúciót az idegenek, mindenekelőtt zsidók hatásának tulajdonította.
A mozgalom társadalmi bázisa heterogén volt. Politikai hátterét az Orosz Nép Szövetsége képezte, amelyben a nemesek, a vidéki kereskedők és a papság voltak a hangadók.
Tagságuk elérte a százezret. A kispolgárság mellett a munkásság közében is rendelkeztek szervezetekkel, felfegyverzett harci csoportjaik is voltak. Úgynevezett „céhekbe” tömörültek, amelyek gyakran egy-egy gyárhoz vagy üzemhez kapcsolódtak. Összejöveteleiket teaházakban, kocsmákban, templomokban tartották, gyakran egyházi támogatással innen indultak pogromjaikra.
Alapvető dokumentumuk volt az úgynevezett Cion bölcseinek jegyzőkönyvei, amiért eleinte maga a cár is rajongott, de amikor megtudta, hogy hamisítvány, kivonatta a forgalomból, mondván, hogy „a tiszta ügyet” nem lehet hamisítványokkal védelmezni.
A feketeszázak finanszírozását a belügyminisztérium végezte titkos alapjából; a tagdíjak mindössze költségeik 1%-át fedezték.
Ettől a mozgalomtól és hangulattól elválaszthatatlan volt, hogy még 1911-ben is sor került Oroszországban vérvádperre, Menahem Mendel Bejlisz zsidó kereskedő ügyére – amelyben bár már nem született elmarasztaló ítélet, az antiszemita pszichózis tüzelésére alkalmas volt.

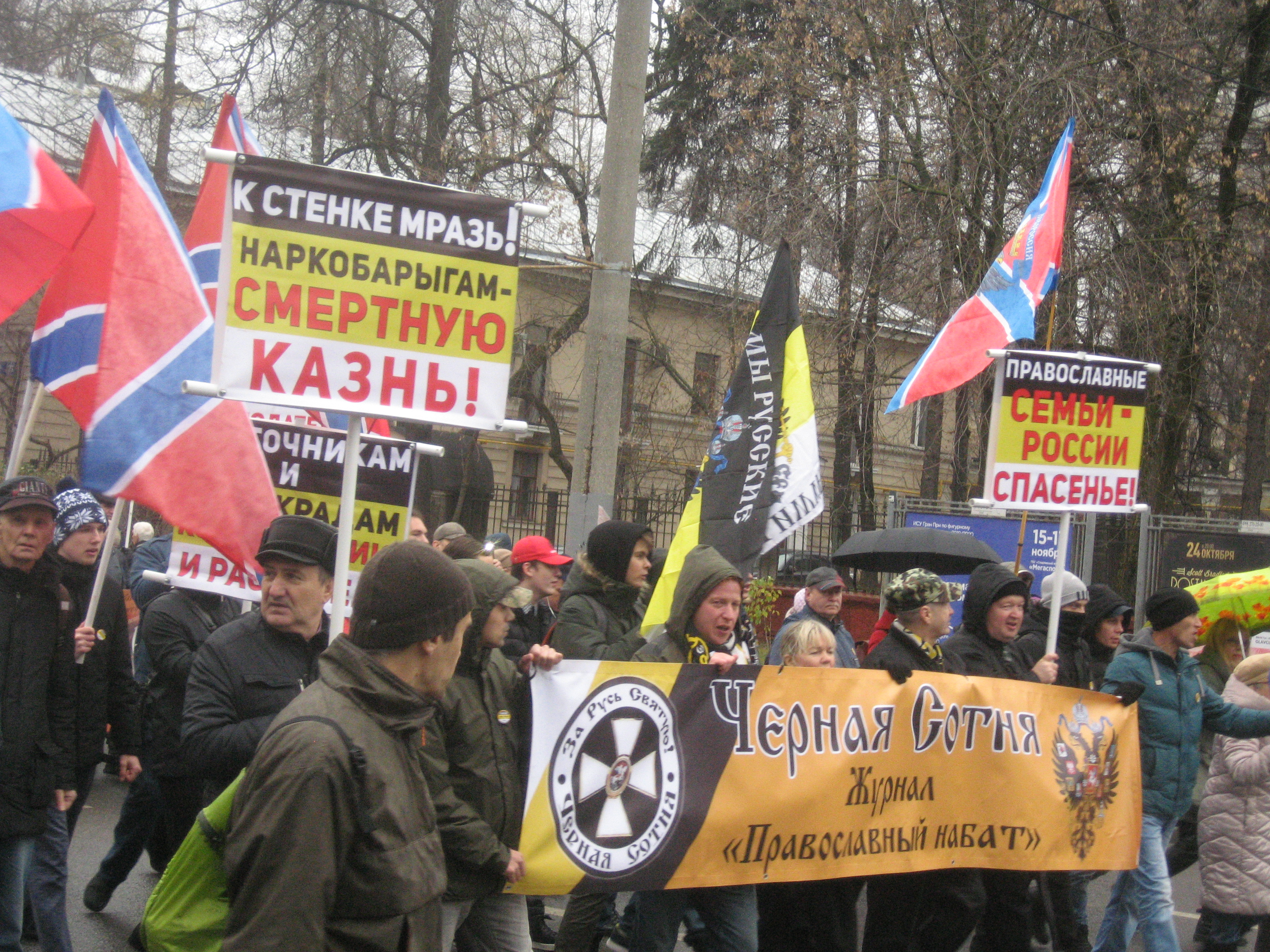
Feketeszázak tüntetése, Moszkva, 2019

A mozgalom az 1980-as évek derekától újjáéledt Oroszországban.

## További információ
- Bebesi György: A feketeszázak: az orosz szélsőjobb kialakulása és története a századelőn. 6 Budapest: Magyar Ruszisztikai Intézet. 1999.  = Ruszisztikai könyvek,
- A Wikimédia Commons tartalmaz Feketeszázak témájú kategóriát.